# 멕시코큰귀박쥐
멕시코큰귀박쥐(Corynorhinus mexicanus)는 애기박쥐과에 속하는 박쥐의 일종이다. 멕시코의 토착종이다. 야행성 동물이자 식충성 동물이다. 이마를 가로질러 위치하는 아주 큰 귀를 갖고 있으며, 포획되었을 때 자신을 보호하는 행동의 일종으로 귀를 비틀어 꼬는 모습을 보인다. 다 자란 박쥐는 보통 갈색을 띠지만, 새끼일 때는 보통 거무칙칙한 갈색이다. 작은 코를 갖고 있다.

## 서식지 및 분포
멕시코큰귀박쥐는 멕시코의 토착종으로 북쪽에서는 소노라주와 코아우일라주 사이에, 남쪽에서는 미초아칸 주 유카탄 지역에서 발견되며, 분포 지역의 남단에서는 희귀하고 기타 지역에서는 흔하지 않다. 높은 지역과 습윤 지대 그리고 산악 서식지에서 발견되며 소나무-참나무 숲을 좋아하는 것으로 보이지만, 무화과나무류와 사시나무류, 용설란류와 같은 다른 식생 주변에서도 발견된다. 야행성 동물의 일종으로 낮 시간에는 휴식을 취한다. 낮 시간에 열린 동굴과 탄광 갱도 속에서 지낸다.

## 생식
수컷에 대한 연구 결과, 멕시코큰귀박쥐는 한 해에 한번의 긴 생식 주기를 갖는 것으로 보인다. 생식 주기의 간격은 생리적 요인(신체 상태, 신경학적 신호와 내분비선 신호)과 환경적 요인(온도 및 자원 가용성)의 두 가지 요인에 좌우된다. 수컷 생식기는 2월과 3월, 4월에 가장 작고, 5월에 발달하기 시작하여, 8월경에 무게를 기준으로(4월에 비해 약 40배 커진다.) 가장 커진다. 5월부터 6월 사이에 최상의 몸 상태에 도달하며, 생식 주기는 몸 상태에 좌우되는 것으로 보인다. 암컷은 한 마리의 새끼를 낳는다.

## 보존 상태
1996년 저위험/관심대상종으로 분류했지만, 2008년 취약근접종으로 이동 분류했다. 개체군 크기가 감소 추세를 보이고 있으며, 곧 멸종 우려종이 될 것으로 추정된다. 가장 큰 위협 요인은 사람에 의한 서식지 교란에 의한 서식지 감소이다.